# Granön (Brändö, Åland)
Granön är en ö i Åland (Finland). Den ligger i Skärgårdshavet och i kommunen Brändö i landskapet Åland, i den sydvästra delen av landet. Ön ligger omkring 65 kilometer nordöst om Mariehamn och omkring 220 kilometer väster om Helsingfors.
Öns area är 68,1 hektar och dess största längd är 1,5 kilometer i sydöst-nordvästlig riktning. Ön höjer sig omkring 20 meter över havsytan.
Den södra delen av ön heter Söderskäret.